# 社會主義現實主義
社會主義寫實主義是發源於蘇聯的现实主义風格，並逐漸散播至其他社會主義國家，目的是為了推廣社會主義。社會主義现实主義經常讚美革命社會主義與工人階級。1934年经苏共中央书记安德烈·亚历山德罗维奇·日丹诺夫的推动，成为苏联文化官方模式。

## 主要原則
1. 無產階級－－內容要和工人階級相關，並且要他們能理解。

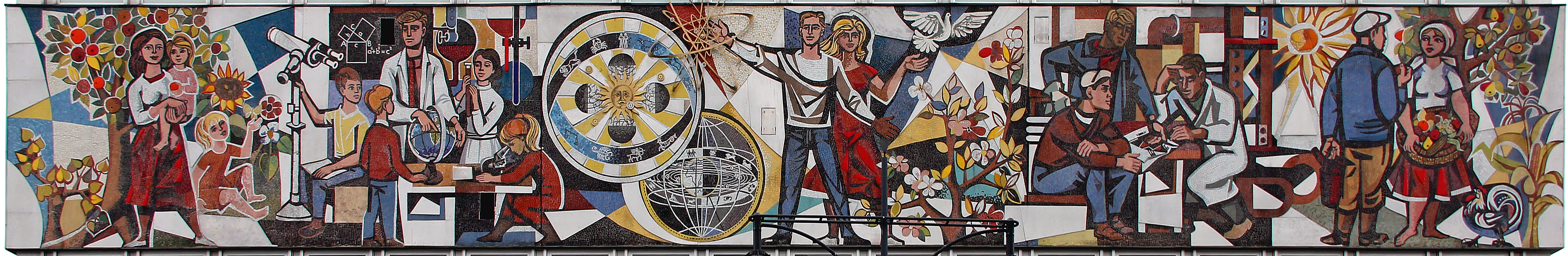
Walter Womacka 作品

2. 典型－－場景是普通人在日常生活會接觸的。
3. 現實－－有代表意義。
4. 黨性－－支持黨和國家的主張。

## 相關文學家
- 马克西姆·高尔基
- 尼古拉·阿列克谢耶维奇·奥斯特洛夫斯基
- 安娜·西格斯
- 弗谢沃洛德·阿尼西莫维奇·柯切托夫
- 康斯坦丁·西蒙诺夫
- 亚历山大·亚历山大罗维奇·法捷耶夫
- 康斯坦丁·亚历山大罗维奇·费定
- 德米特里·安德烈耶维奇·富尔马诺夫
- 米哈伊爾·亞歷山大羅維奇·肖洛霍夫
- 弗拉基米尔·弗拉基米罗维奇·马雅可夫斯基

## 相關畫家
- 伊薩克·布羅茨基
- 葉夫根尼亞·安季波娃
- 彼得·瓦西里耶夫
- 德米特里·马耶夫斯基
- 弗拉基米尔·奥夫钦尼科夫
- 謝爾蓋·奧西波夫
- 列夫·鲁索夫
- 阿爾謝尼·謝苗諾夫

## 相關作曲家
- 格里埃尔[1]
- 普羅高菲夫[2]
- 哈查度量[3]
- 蕭士塔高維契[4]
- 阿鲁秋年[5]

## 外部連結
- Marxists.org Socialist Realism page （页面存档备份，存于）
- Socialist Realism art gallery （页面存档备份，存于）
- Virtual Museum of Political Art – Socialist Realism （页面存档备份，存于）
- Sergei V. Ivanov. The Leningrad School of painting. Historical outline. （页面存档备份，存于）
- Research Guide to Russian Art[永久]